# Resistência periférica total
Resistência periférica total é o somatório das resistências que todos os pequenos vasos do sistema circulatório opõem ao fluxo sanguíneo.
Consoante esses vasos pertençam à circulação sistémica, ou grande circulação, ou à circulação pulmonar, ou pequena circulação assim denominamos de resistências vasculares sistémicas ou de resistências vasculares pulmonares
As resistências vasculares sistémicas evidenciam-se pela pressão arterial diastólica. As pulmonares evidenciam-se pelo gradiente existente entre a pressão na artéria pulmonar e a pressão existente dentro da aurícula direita.
Embora pertencendo à circulação sistémica, as resistências cerebrais são estudadas isoladamente já que refletem o grau de espessamento da parede dos pequenos vasos cerebrais e a evolução da arteriosclerose cerebral. Aumentam discretamente com a idade, de modo fisiológico. São estudadas pelo efeito doppler, com aparelho do tipo doppler contínuo ou, doppler pulsado durante o exame denomimado de Ecodoppler carotídeo e vertebral